# Igrajte tumor v glavi in onesnaževanje zraka
Igrajte tumor v glavi in onesnaževanje zraka je drama Dušana Jovanovića. Drama je izšla leta 1972 pri založbi Obzorja.

## Vsebina
Po predstavitvi Shakesprearovega Riharda II. v gledališču Slavija sledi pretep, po katerem se igralci, režiserji in ostali zaposleni ločijo v dve skupini - avantgardiste in konzervativce. Avantgardisti z zasedbo gledališča povzročijo javni škandal, ki sproži celo zanimanje mednarodna javnosti. Situacijo v Slaviji prideta preverit novinar Križnik in inšpektor Levstik.
Dogajanje v gledališču vodita dva režiserja: Palčič, ki zase pravi, da je znanstvenik in teoretik, za drugega režiserja, Dularja, pa trdi, da je mistik in praktik. Palčič vodi vaje za igralce, s katerimi jih pripravlja na vnebohod. Pomaga jim doktor, ki zdravi igralce s hipnozo. Križnik in Levstik ugotovita, da so vsi, vključno z njima, ujeti v igro, ki ji niso več kos, razlike med ljudmi se poglabljajo.
Križniku noseča igralka Ida naslednji dan iz svojih prsi ponuja mleko. Križnik ugotovi, da je igralka brez trebuha, ki ga je imela še dan pred tem in za katerega je doktor trdil, da je le stvar hipnoze. Nenavadnih dogodkov je čedalje več; gledališčniki zahtevajo od Križnika in Levstika, da se slečeta, da ju bodo skopali. Vidita, da se nima smisla upirati in ugotovita, da so že tako vsi mrtvi. Igralka Ida prinese lepilo: zlepijo se.